# Egy egyedülálló férfi
Az Egy egyedülálló férfi (A Single Man) 2009-ben bemutatott amerikai filmdráma, amely Christopher Isherwood azonos című regénye alapján készült. A filmet Tom Ford divattervező rendezte, és mivel ez volt az első rendezői munkája, így a munka költségeit saját maga finanszírozta. A főszereplő George Falconer (Colin Firth) homoszexuális, brit születésű egyetemi tanár, aki a Dél-Kaliforniában él 1962-ben. A film hangsúlyosan ábrázolja a '60-as évek jellegzetes amerikai építészetét és a divatot, a díszletet és a dizájn munkákat ugyanaz a csapat készítette, aki akik a Reklámőrültek sorozatot is.
A filmet a 66. Velencei Filmfesztiválon mutatták be először 2009 szeptember 11-én.
Miután vetítették a Torontói Nemzetközi Filmfesztiválon is a The Weinstein Company úgy döntött, hogy a disztribúciós, azaz forgalmazói jogokat átveszi az Amerikai Egyesült Államokban és Németországban. Eredetileg a film nem hivatalos bemutatóját 2009 decemberére tervezték, hogy nevezhessen a 82. Oscar-gálára, míg a bővebb nagyközönség számára 2010 év elejétől kívánták láthatóvá tenni.

## Történet
A cselekmény Los Angelesben játszódik 1962 november 30-án, egy hónappal a Kubai rakétaválság után. A film a főszereplő George Falconer (Colin Firth) – egy meleg, brit főiskolai tanár – egy napját kíséri végig, aki elkeseredetten keresi az élete értelmét miután Jim (Matthew Goode), a partnere egy autóbalesetben életét veszti nyolc hónappal korábban. Jim szülei nem fogadták el a kapcsolatukat, így határozottan megtiltják George számára, hogy részt vegyen a partnere temetésén.
A film cselekménye egy nap alatt zajlik, miközben a főszereplő visszaemlékezéssel elmereng a múltján, és saját szemszögéből kommentálja a történteket, valamint – nem látván reményt és kiutat a lelki válságból – öngyilkosságra készül. Töltényeket vásárol a revolverébe, magához veszi az – addig banki széfben tárolt – értékeit, búcsúleveleket ír néhány barátjának, némi készpénzt hagy hátra a házvezetőnőjének, rendelkezik az életbiztosítása felett, valamint látható helyre készíti össze a lakás kulcsait, illetve azt az öltönyt, amit a saját temetésén kíván majd viselni. A mindennapos, megszokott dolgok a nap során különös jelentőséggel bírnak számára, mint ahogyan szokatlanul kedves az emberekkel, és lélekben elbúcsúzik mindenkitől.
Telefonon vacsorát szervez régi, legkedvesebb barátnőjével, Charlieval (Julianne Moore). A főiskolán órát tart, melyet követően egyik diákja, Kenny Potter (Nicholas Hoult) beszélgetni kezd vele, már-már megszállott érdeklődéssel iránta. Később Geogre az élelmiszerüzlet előtt véletlenül összefut egy spanyol férfi prostituálttal, Carlos-szal (Jon Kortajarena), akinek bár fizet, de visszautasítja a szolgáltatásait. Miután este Charlieval elkölti a megszervezett vacsorát, egy bárban újra összefut Kennyvel. Fürdenek egyet az óceánban, majd a saját lakására mennek és iszogatnak. Az alkohol hatására George elájul, majd arra ébred, hogy az ágyában fekszik, míg Kenny a nappaliban, a kanapén alszik.  Felfedezi, hogy Kenny rájött az öngyilkossági tervére, és elvette a revolvert, hogy megvédje saját magától. Ezek után felhagy az öngyilkossági tervével. Miután megbékél magával és a gyászával hirtelen szívrohamot kap és meghal.

## Szereplők

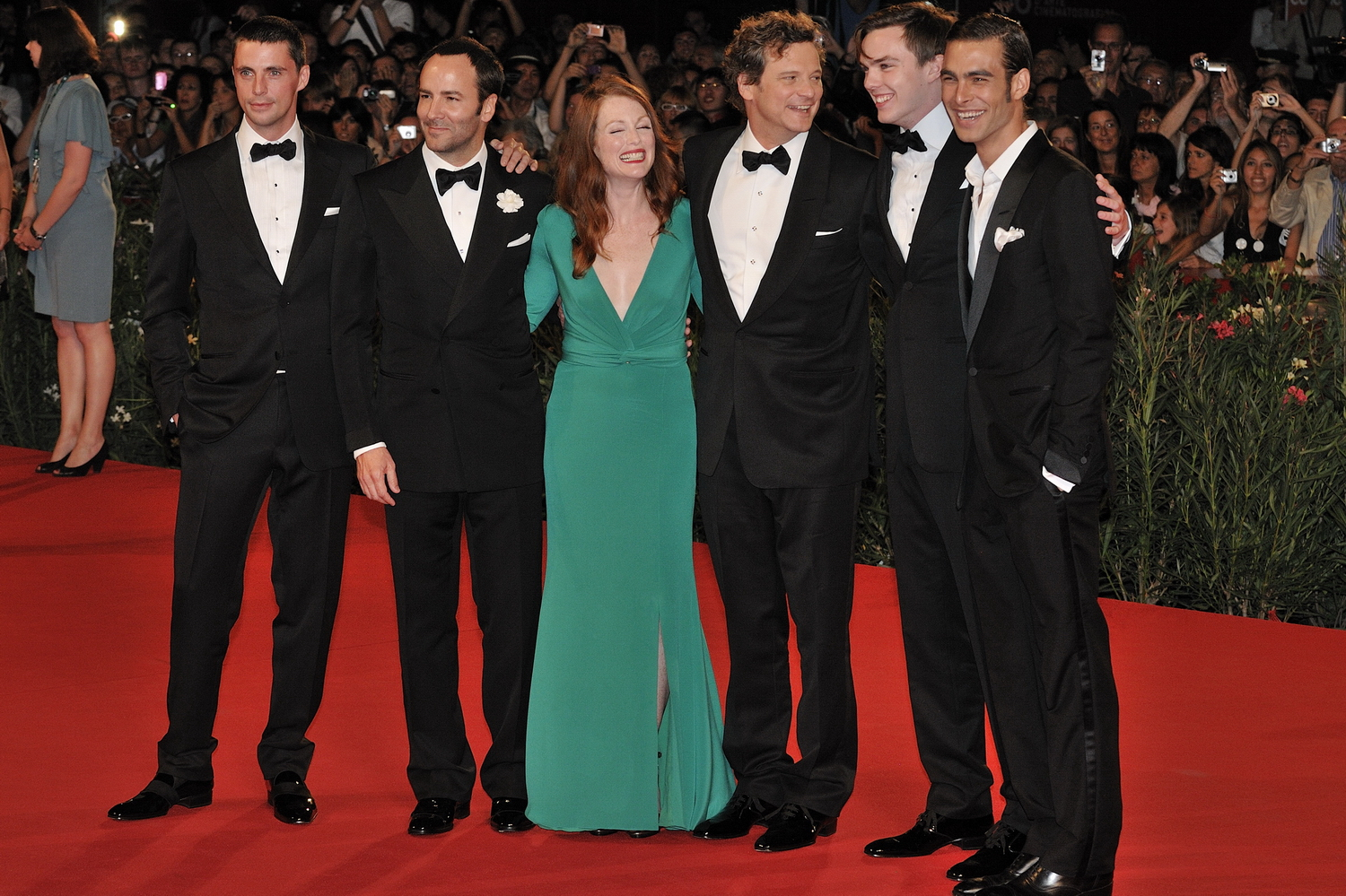
A főszereplők a 66. Velencei Filmfesztivál vörös szőnyegén: (balról jobbra) Matthew Goode, Tom Ford, Julianne Moore, Colin Firth, Nicholas Hoult és Jon Kortajarena

| Színész          | Szerep                        | Magyar hang     |
| ---------------- | ----------------------------- | --------------- |
| Colin Firth      | George Falconer               | Kőszegi Ákos    |
| Julianne Moore   | Charlotte "Charley" Roberts   | Györgyi Anna    |
| Nicholas Hoult   | Kenny Potter                  | Szatory Dávid   |
| Matthew Goode    | Jim                           | Makranczi Zalán |
| Jon Kortajarena  | Carlos                        |                 |
| Paulette Lamori  | Alva                          |                 |
| Ryan Simpkins    | Jennifer Strunk               |                 |
| Ginnifer Goodwin | Mrs. Strunk                   |                 |
| Teddy Sears      | Mr. Strunk                    |                 |
| Paul Butler      | Christopher Strunk            |                 |
| Aaron Sanders    | Tom Strunk                    |                 |
| Lee Pace         | Grant Lefanu                  |                 |
| Erin Daniels     | banki ügyintéző               |                 |
| Aline Weber      | Lois                          |                 |
| Jon Hamm         | Harold Ackerly (cameo hangja) |                 |

## Fogadtatás
A film általánosan pozitív fogadtatást kapott a kritikusoktól, amelyek többnyire Colin Firth kiemelkedő színészi teljesítményét méltatták. A Metacritic oldal egy kedvező, 74 pontos összegzést ad a filmről 21 kritika alapján. A Chicago Tribune kritikusa, Michael Philips a 7. helyre sorolta a filmet az általa összeállított "2009 legjobb filmjei" listán.
Nathan Rabin, az A.V.Club kritikusa egyenesen A-kategóriába sorolta a filmet azzal érvelve, hogy az A Single Man elképesztő stílusa valós érzelmekre és Colin Firth kimagasló színészi teljesítményére épül, egy olyan karakterre, aki még egy napig megpróbálja a kezében tartani az egyébként szétesett életét.

## Filmplakát
A hivatalos plakátok csak George és Charly karakterét jelenítik meg, míg a többi főszereplő, Kenny és Jim nem kerültek fel a poszterre.

## Fontosabb díjak és jelölések
Velencei Nemzetközi Filmfesztivál (2009)
- díj: Queer Lion (Tom Ford)
- díj: Volpi Kupa a legjobb színésznek (Colin Firth)
- jelölés: Arany Oroszlán (Tom Ford)

BAFTA-díj (2010)
- jelölés: legjobb jelmez (Arianne Phillips)
- díj: legjobb férfi főszereplő (Colin Firth)

Golden Globe-díj (2010)
- jelölés: a legjobb férfi főszereplő – filmdráma(Colin Firth)

Screen Actors Guild-díj (2010)
- jelölés: legjobb férfi főszereplő (Colin Firth)

Oscar-díj (2010)
- jelölés: legjobb férfi főszereplő (Colin Firth)
- jelölés: legjobb női mellékszereplő – filmdráma (Julianne Moore)
- jelölés:legjobb eredeti filmbetétdal (Abel Korzeniowski)

GLAAD Media Awards
- jelölés: Kiemelkedő film

AFI Awards (2010)
- díj: a legjobb filmnek (Tom Ford, Chris Weitz, Andrew Miano, Robert Salerno)

Austin Film Critics Association díja (2009)
- díj: legjobb férfi főszereplő (Colin Firth)

Bodil Awards (2011)
- díj: a legjobb amerikai filmnek (Tom Ford)

Chicago Film Critics Association Awards (2009)
- díj: a legjobb női mellékszereplő (Julianne Moore)

## Fordítás
- Ez a szócikk részben vagy egészben  az   A Single Man (film) című angol nyelvű Wikipédia-szócikk fordításán alapul.  Az eredeti cikk szerkesztőit annak laptörténete sorolja fel. Ez a jelzés csupán a megfogalmazás eredetét és a szerzői jogokat jelzi, nem szolgál a cikkben szereplő információk forrásmegjelöléseként.